# El protector (pel·lícula de 2022)
El protector (títol original en anglès, The Protector) és una pel·lícula de thriller canadenca del 2022 escrita i dirigida per Lenin M. Sivam i produïda per Munire Armstrong. S'ha doblat i subtitulat al català.
La pel·lícula és protagonitzada per Chelsea Clark (Ginny & Georgia) i el repartiment inclou Rebecca Jenkins, Andrew Gillies, Munro Chambers i Jasmin Geljo.
Es va projectar en diversos festivals, com ara al festival FanTasia, a la inauguració del Festival de Cinema Canadenc Blood in the Snow de Toronto i la cloenda del Festival Internacional de Cinema de Jaffna. Va obtenir el premi a la millor pel·lícula al Festival Internacional de Cinema del Canal de Panamà.
La pel·lícula es va rodar a Sault Ste. Marie.